# Když je v Římě neděle
Když je v Římě neděle (Un paio d'ali) je italská muzikálová komedie skladatele Gorniho Kramera z roku 1957. Autoři libreta jsou Pietro Garinei a Sandro Giovannini. V Československu byl muzikál uveden krátce po světové premiéře na scéně Hudebního divadla v Karlíně v roce 1958. Autorem překladu písňových textů byl Zdeněk Borovec. Hlavní role vytvořili Věra Macků (Giovanna-Facička) v alternaci s Jiřinou Marešovou a Rudolf Pellar (profesor). 

## Děj muzikálu
Plachý a nemajetný profesor italštiny Enrico Tuzzi, utlačovaný životem, se snaží vychovat a naučit mluvit vznešeně mladou dívku Giovannu, zvanou „Facička“, která se chce zúčastnit konkurzu na film. V období italského neorealismu je režisérem vyžadován přirozený projev, a dívka je při výběru odmítnuta. Profesor si její neúspěch klade za vinu. Facička se naopak snaží vrátit profesorovi elán a chuť do života. Spolu se přihlásí do taneční soutěže v rock and rollu, ve které nakonec zvítězí. Cenu vítězúm předává filmová hvězda Sophillina Lolloe, která zbytek noci protančí s profesorem v římských barech. Následující den se v novinách nepíše o ničem jiném. Groteskní situace vrcholí ve filmových ateliérech, kde vypukne rvačka mezi Sophillinou a žárlivou Facičkou, která pronikla mezi komparz, aby se mohla své sokyni pomstít.

## Hlavní postavy
- Renato Tuzzi, profesor
- Hanibal Ciaretti, majitel restaurace
- Giovanna Ciarrettiová zvaná Facička
- Memmo Scardocchia zvaný Capo
- Federico Borruso zvaný Palice
- Corrado Cerassani zvaný Ovid
- Augusta Panigettiová, bytná
- Sophillina Lolloe, filmová hvězda
- Oswaldo Partoni-Griffi, poslanec
- Serenella, kamarádka Giovanny
- filmový režisér zvaný Doktor
- Nando, kameraman
- konferenciér